# Szabadság-szobor (Párizs)
A párizsi Szabadság-szobor az eredeti New York-i Szabadság-szobor kis méretű másolata. A 11,5 méter magas szobor a Szajna Allée des Cygnes nevű mesterséges rakpart-szigetének délnyugati csúcsán, az Allée des Cygnes sétány végén van felállítva, nem messze az Eiffel-toronytól. Úgy lett tájolva, hogy arca a New York-i „nagyobb testvér” felé tekintsen.

## Megközelítése
A szobor közelében halad el a párizsi RER helyi érdekű vasút C vonala, a Gare de Javel megálló van hozzá a legközelebb. Ugyanitt szállhatunk le a párizsi metró 14-es vonaláról is.

## Érdekesség
A szigetcsúcson, a szobor körül játszódik Roman Polański rendező 1988-as Őrület (Frantic) c. thrillerfilmjének egyik akciójelenete. 